# Creek
Creek, også kaldt for Creek Konføderationen, er det engelske navn for muskogee-folket (eget navn Mvskoke), er en gruppe af oprindelige folk fra de sydøstlige skovområder i USA.
Creek er efterkommere af Mississippikulturens befolkning, der byggede bemærkelsesværdige jordhøje omkring Mississippifloden. Creek boede oprindeligt i de sydøstlige områder i nærheden af Mississippifloden, det vil sige i Tennessee, Georgia og det nordlige Florida.
Efter creek-krigen (1813-1814) blev de tvunget til at afgive store dele af deres jord, og fra 1830 blev de tvangsflyttet af den amerikanske regering til Oklahoma, Alabama, Louisiana og Texas ved brug af Indian Removal Act, som fjernede de indfødte og overtog alle deres jordbesiddelser.
Creek taler muskogee og hitchiti-mikasuki-sprog fra muskogee-sprogfamilien.
De første europæere, der havde kontakt med creek, var de spanske kolonister, der ankom til området omkring Mississippifloden i det 16. århundrede og straks påbegyndte intensiv missionering med opførelse af spanske klostre. Franske og engelske erobrere satsede dog på handel med creek i første omgang, ikke omvendelse til kristendom, der først kom senere med mere kolonisation. Creek var af de engelske kolonister anset som en af de fem "civiliserede" stammer. Især under George Washingtons "plan for civilisation af indianerne", skulle creek være den første stamme, der skulle forbedres og civiliseres til at være ligesom hvide, og de fire andre civiliserede stammer skulle følge efter. George Washington mente, at indianerne havde rettigheder, men at deres samfund var ikke noget værd i forhold til europæisk civilisation. Han og andre kolonister og præsidenter efter ham som Thomas Jefferson mente, at så snart de indfødte begyndte at bruge privat ejerskab i stedet for fælleseje, blive fastboende i stedet for nomader, gå over til landbrug i stedet for at jage og samle, sende børn i skole og blive kristne, så ville de endelig blive accepterede af hvide amerikanere.